# Ulrich Laemmli
Ulrich Karl Laemmli, eigentlich Lämmli, (* 1940 in Schaffhausen) ist ein Schweizer Biochemiker, Molekularbiologe und Hochschullehrer an der Universität Genf. Er ist bekannt für die Entwicklung der SDS-PAGE.
Laemmli studierte Physik an der ETH Zürich und wurde an der Universität Genf in Molekularbiologie promoviert. Er war Professor an der Princeton University und ist seit 1981 an der Universität Genf.
Laemmli gelang eine wesentliche Verbesserung der Polyacrylamid-Gelelektrophorese zur Trennung von Proteinen. Er veröffentlichte sie in einem Nature-Artikel 1970, der eigentlich der Struktur eines Bakteriophagen gewidmet war und mit über 259.000 Zitationen (Stand 2025) zu den meistzitierten wissenschaftlichen Arbeiten überhaupt zählt. Laemmli entwickelte die Methode bei einem Auslandaufenthalt in Cambridge, liess sie aber nicht patentieren.
Er befasste sich auch mit der Struktur von Chromatin.
1988 erhielt er den Marcel-Benoist-Preis und 1996 den Louis-Jeantet-Preis. Seit 1989 ist er Mitglied der Academia Europaea. 2006 wurde er zum Fellow der American Association for the Advancement of Science gewählt.

## Schriften
- Cleavage of structural proteins during the assembly of the head of bacteriophage T4. In: Nature. Band 227, 1970, S. 680–685.
- mit D. W. Cleveland, S. G. Fischer, M. W. Kirschner: Peptide mapping by limited proteolysis in sodium dodecyl sulfate and analysis by gel electrophoresis. In: Journal of Biological Chemistry. Band 252, 1977, S. 1102–1106.